# 46568 Стівенлі
46568 Стівенлі (46568 Stevenlee) — астероїд головного поясу, відкритий 30 вересня 1991 року.
Тіссеранів параметр щодо Юпітера — 3,805.